# Sauzé-Vaussais
Sauzé-Vaussais là một xã thuộc tỉnh Deux-Sèvres trong vùng Nouvelle-Aquitaine phía tây nước Pháp. Xã này nằm ở khu vực có độ cao trung bình 114 mét trên mực nước biển.